# Leptarthrus vitripennis
Leptarthrus vitripennis là một loài ruồi trong họ Asilidae. Leptarthrus vitripennis được Meigen miêu tả năm 1820.